# Solanum abutilifolium
Solanum abutilifolium är en potatisväxtart som beskrevs av Henry Hurd Rusby. Solanum abutilifolium ingår i släktet skattor som ingår i familjen potatisväxter. Inga underarter finns listade i Catalogue of Life.